# 생디에데보주

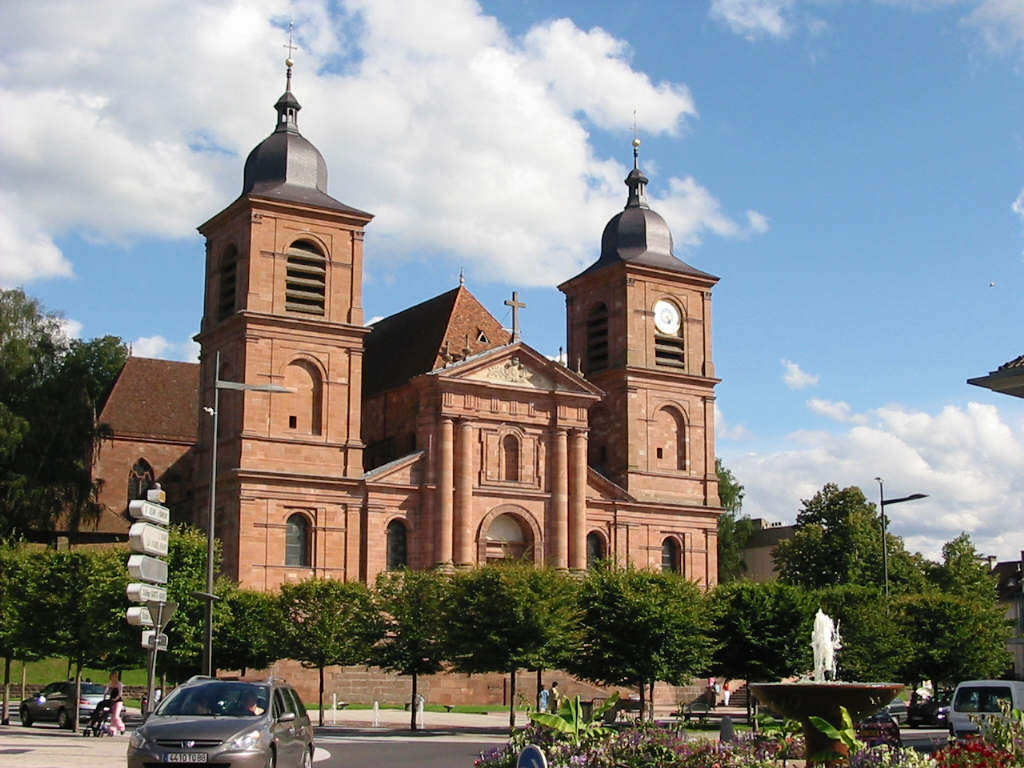
생디에데보주 성당

생디에데보주(프랑스어: Saint-Dié-des-Vosges)는 프랑스 북동부 로렌의 보주주의 주도이며 면적은 46.15km2, 인구는 21,361명(2011년 기준), 인구 밀도는 460명/km2이다.

시 문장

## 자매 도시
- 벨기에 아를롱
- 독일 프리드리히스하펜
- 폴란드 자코파네